# هيزل كامبل
هيزل كامبل (بالإنجليزية: Hazel Campbell)‏ هي كاتبة للأطفال وكاتِبة جامايكية، ولدت في 1940 في جامايكا، وتوفي بنفس المكان في ديسمبر 2018.